# Conoidea
Conoidea é uma superfamília de gastrópodes da ordem Hypsogastropoda.

## Classificação
A Conoidea possui 45 gêneros de posicionamento incertae sedis, ou seja, não categorizados em nenhuma das sete famílias presentes na superfamília.  
- Família incertae sedis
  - Gênero Acrobela
  - Gênero Adanaclava
  - Gênero Allo
  - Gênero Annulaturris
  - Gênero Apaturris
  - Gênero Ariella
  - Gênero Bathybermudia
  - Gênero Bellardiella
  - Gênero Callithea
  - Gênero Cithara
  - Gênero Clathromangilia
  - Gênero Clathurina
  - Gênero Cordiera
  - Gênero Eldridgea
  - Gênero Eudaphne
  - Gênero Eugemmula
  - Gênero Euguraleus
  - Gênero Funitoma
  - Gênero Fusisyrinx
  - Gênero Fusosurcula
  - Gênero Genotia
  - Gênero Ginnania
  - Gênero Helenella
  - Gênero Hemipleurotoma
  - Gênero Homotoma
  - Gênero Itia
  - Gênero Jumala
  - Gênero Meggittia
  - Gênero Melatoma
  - Gênero Micantapex
  - Gênero Moniliopsis
  - Gênero Narraweena
  - Gênero Nematoma
  - Gênero Oligotoma
  - Gênero Ootomella
  - Gênero Pionotoma
  - Gênero Plagiostopha
  - Gênero Psarostola
  - Gênero Pseudoinquisitor
  - Gênero Pseudoraphitoma
  - Gênero Rhaphitoma
  - Gênero Speoides
  - Gênero Thetidos
  - Gênero Tylotia
  - Gênero Waitara
- Família Clavatulidae
- Família Conidae
- Família Drilliidae
- Família Pseudomelatomidae
- Família Strictispiridae
- Família Terebridae
- Família Turridae